# Iglesia católica en Perú

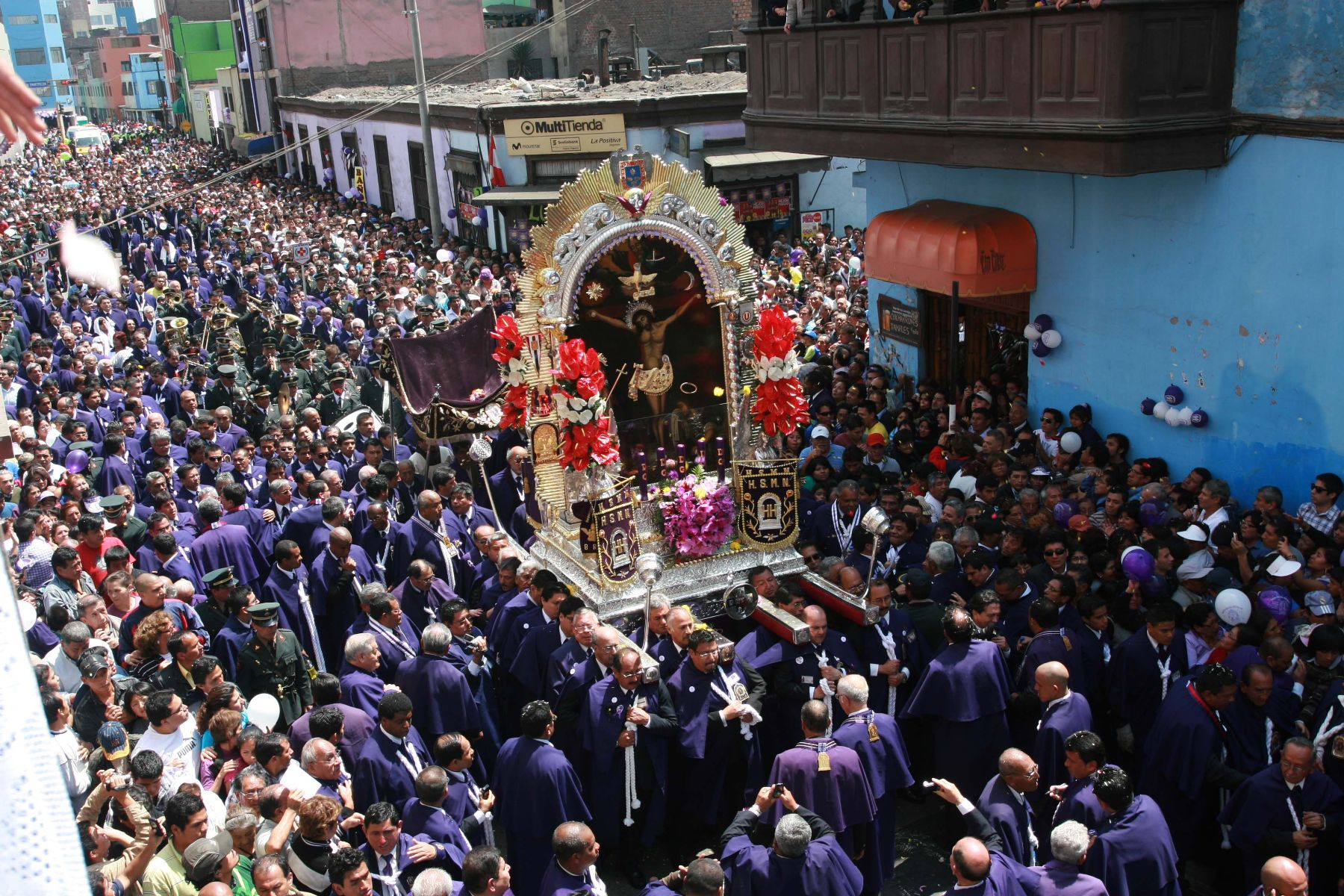
La procesión del Señor de los Milagros de Las Nazarenas recorriendo las calles de Lima. Uno de los eventos católicos más concurridos anualmente en el país.

La Iglesia católica se encuentra en Perú desde hace cinco siglos y su presencia ha modelado importantemente la sociedad y cultura peruana, siendo la religión mayoritaria del país.
Desde la independencia, la Constitución peruana reconoce y protege la valiosa contribución de la religión católica a la formación de la nación peruana. Aunque la religión católica es mayoritaria, desde 1920 el Perú permitió la profesión de otras denominaciones y, finalmente, en 1979 dejó de ser un Estado confesional, reconociendo también la libertad religiosa. De hecho, la forma en que se practica la religión católica en Perú es muy diversa y se conoce como «religión popular», un sincretismo entre las prácticas católicas y las prehispánicas.
En un sentido jerárquico, el principal templo católico del país es la Catedral de Lima, la cual es la sede de la primada Arquidiócesis de Lima; mientras que el templo cristiano más antiguo del país es la Iglesia de San Lucas de Colán, construido en 1535 en el departamento de Piura, siendo a su vez considerado el más antiguo de Sudamérica y del Pacífico Sur.
Como institución es una de las más influyentes en la política conservadora peruana, según Apoyo en 2007 un 71% lo aprueban. A través del Decreto Ley 23211 el 19 de julio de 1980, durante el gobierno de Francisco Morales Bermúdez, el Ministerio de Justicia abona anualmente asignaciones personales a personal eclesiástico de la Iglesia Católica, entre ellos arzobispos, obispos, párrocos y monaguillos. El Decreto Ley 23211 oficializó esto dentro del acuerdo entre la República de Perú y la Santa Sede. La Dirección de Asuntos de la Iglesia Católica (DAIC), adscrita al Ministerio de Justicia, se encarga de coordinar las relaciones entre el estado y la iglesia en el país.

## Aborígenes y desenlaces

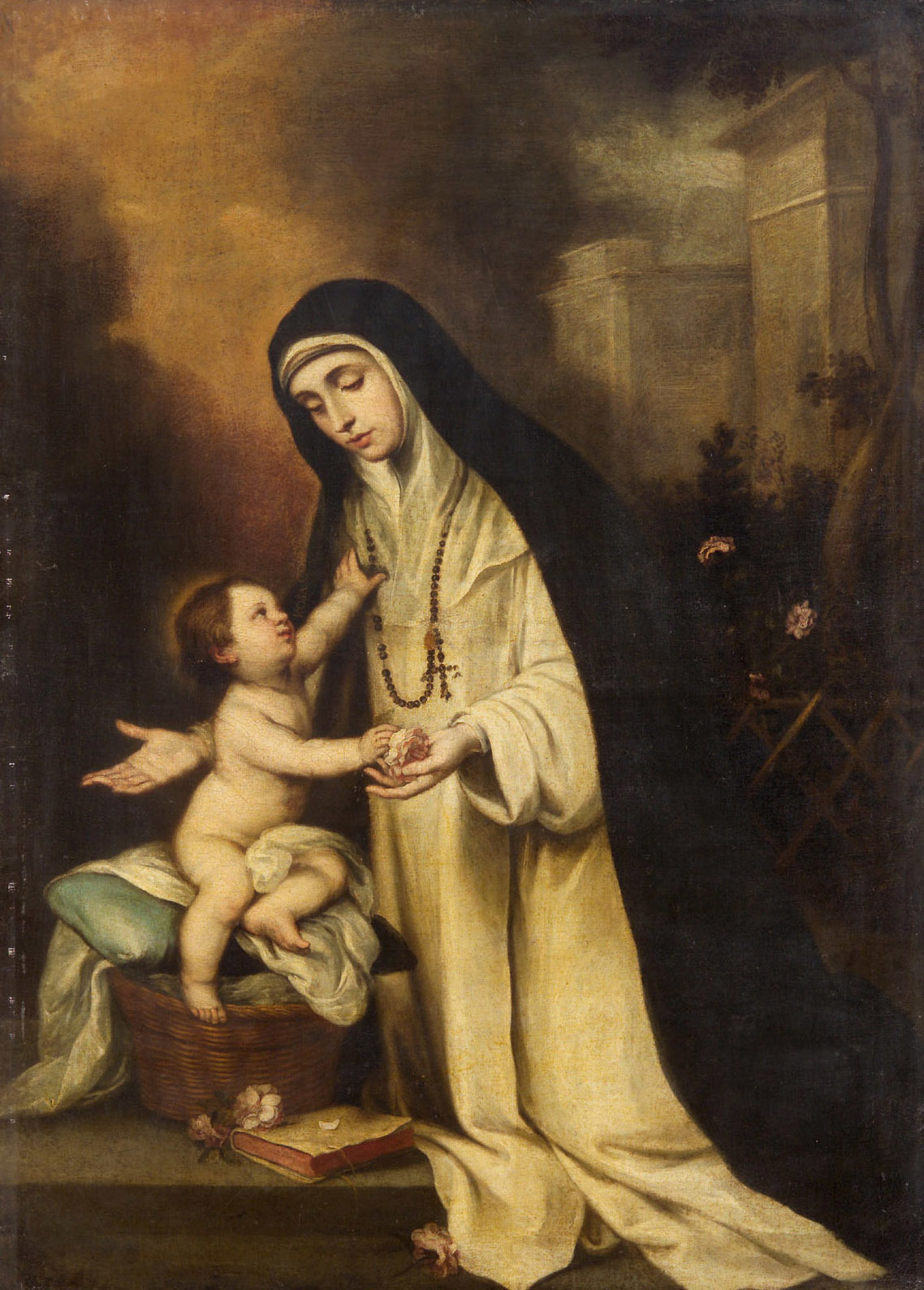
Pintura de Santa Rosa de Lima sintiendo el llamado del Niño Jesús (ca. 1680).

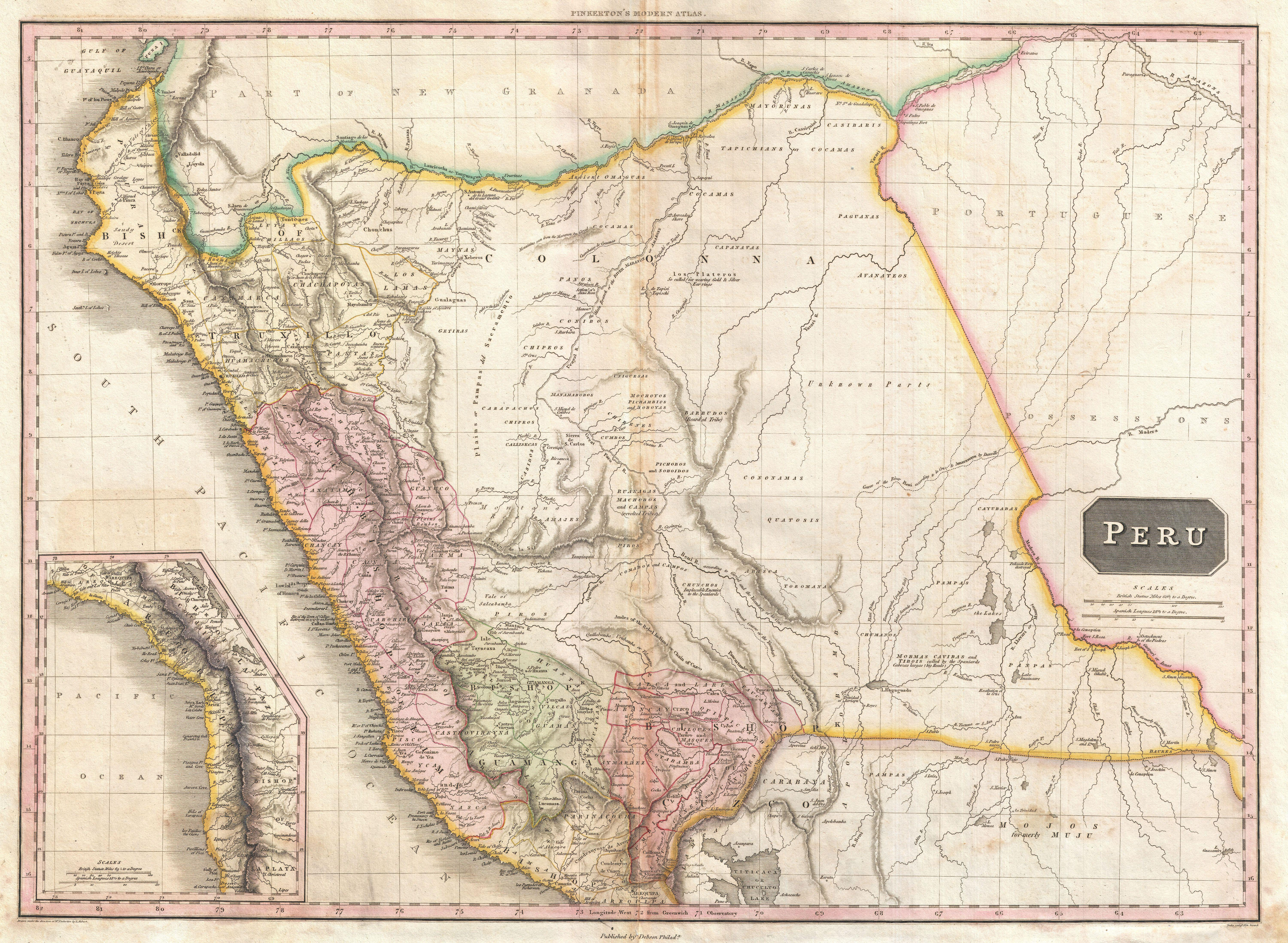
Jurisdicciones eclesiásticas hacia el final del Virreinato del Perú

La llegada de los conquistadores al Perú significó la introducción de la religión católica en esta zona poblada de aborígenes de diversas etnias, los cuales seguían religiones animistas muy emparentadas entre sí.
Mediante un proceso largo de adoctrinamiento y prácticas entre los pobladores prehispánicos, los frailes españoles hicieron de la fe su tarea más importante a través de la evangelización. Los colonos españoles que llegaron al Perú siguieron con sus prácticas católicas españolas, entre ellas impartir doctrina a "los infieles", al ser el catolicismo la única religión oficial del Imperio español. La primera misa en territorio peruano fue celebrada por el fraile Vicente de Valverde el 16 de enero de 1533, en la recién fundada localidad de San Miguel de Tangarará, en el actual departamento de Piura.
El primer cardenal del Perú fue designado por el Papa Pío XII en 1946, recayendo el título en el entonces Arzobispo de Lima Juan Gualberto Guevara. Desde entonces, fue siempre designado cardenal quien ocupaba el cargo de Arzobispo de Lima.
La ciudad de Lima, capital del Virreinato del Perú, se convirtió en el siglo XVII en una ciudad de vida monástica donde surgieron Santos como Santa Rosa de Lima y San Martín de Porres y la más grande manifestación religiosa del Perú a nivel nacional e internacional: el Señor de los Milagros. El 5 de diciembre de 2015 se beatificó a tres sacerdotes asesinados por Sendero Luminoso en el año 1991.
En 1999, la Iglesia católica peruana estuvo bajo el liderazgo de Juan Luis Cipriani, quien ha sido descrito como una figura conservadora destacada por investigadores como Nicolás Lynch Gamero. Durante su mandato, Cipriani generó controversia por sus presuntos vínculos con el gobierno de Alberto Fujimori, según lo reportado por medios de comunicación como La República y Gestión. Estas acusaciones sugerían una posible influencia política por parte del entonces arzobispo, lo que generó debate y cuestionamientos en diversos sectores de la sociedad peruana.

## Papa peruano

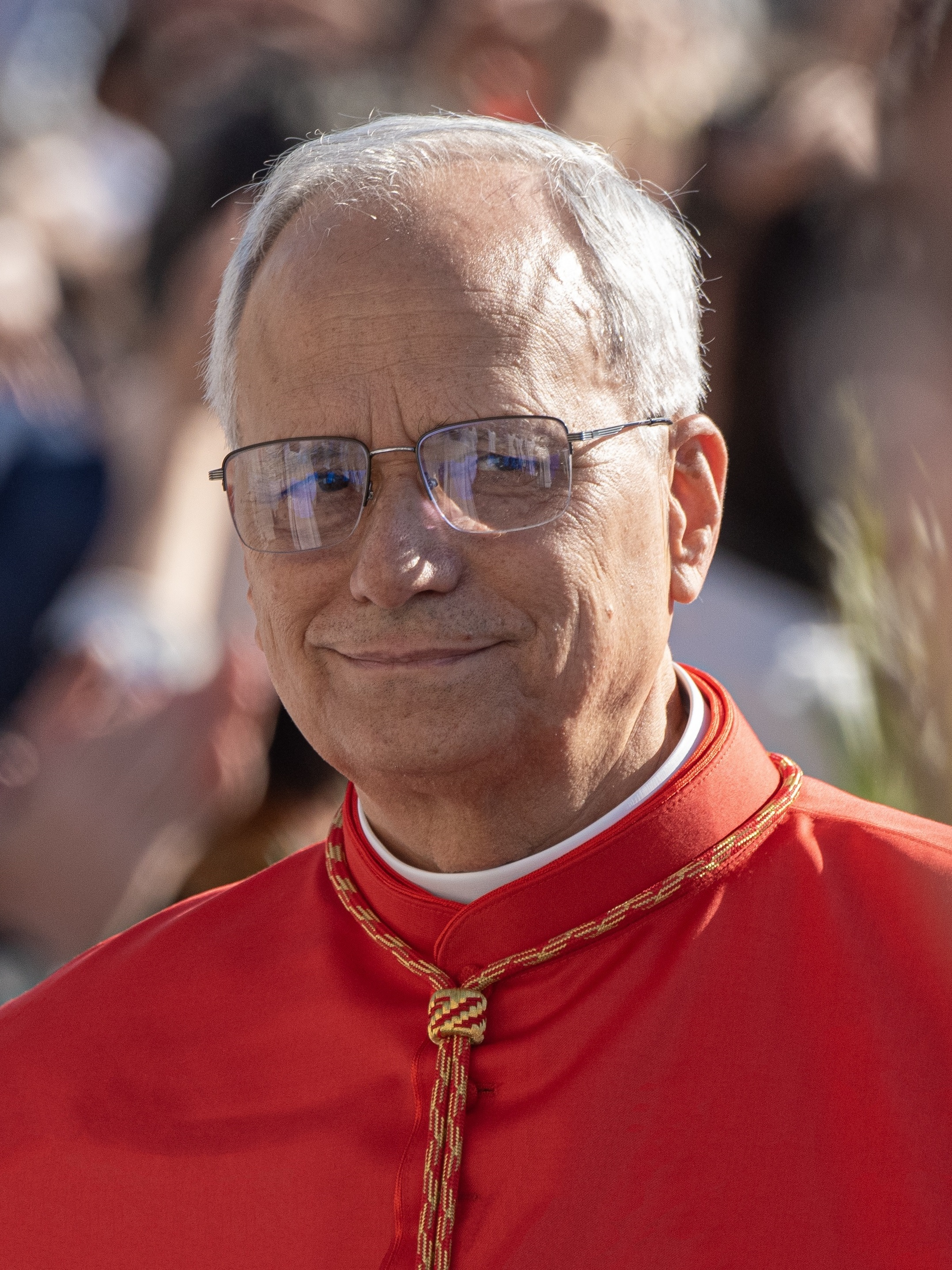
León XIV, el primer papa de la Iglesia católica nacido en Estados Unidos y naturalizado peruano.

## Organismo de la Iglesia
La Conferencia Episcopal Peruana (CEP) es un organismo permanente de la Iglesia católica en Perú que agrupa a los obispos católicos no retirados con cargo en el Perú. También emite opiniones como representante del clero católico a nivel nacional, sobre asuntos que por su alcance social o económico inciden en los fieles católicos del Perú.
Noyli Ríos, coordinadora del CEP, señaló en 2025 que se estaban desarrollando centros de escucha para denunciar casos de abuso por parte de autoridades eclesiásticas.

## Cardenales del Perú
El primer cardenal del Perú fue designado por el Papa Pío XII en 1946, recayendo el título en el entonces Arzobispo de Lima Juan Gualberto Guevara. Desde entonces, fue siempre designado cardenal quien ocupaba el cargo de Arzobispo de Lima. Sin embargo, en 2018 el Papa Francisco nombró cardenal al Arzobispo de Huancayo, Pedro Barreto, quien pasó a convertirse en el segundo cardenal del Perú junto al entonces Arzobispo de Lima Juan Luis Cipriani.
|   | Nombre                               | Cargo                     | Proclamación cardenalicia | Designado por |
| - | ------------------------------------ | ------------------------- | ------------------------- | ------------- |
| 1 | Juan Gualberto Guevara (1882-1954)†  | Arzobispo de Lima         | 18 de febrero de 1946     | Pío XII       |
| 2 | Juan Landázuri Ricketts (1913-1997)† | Arzobispo de Lima         | 19 de marzo de 1962       | Juan XXIII    |
| 3 | Augusto Vargas Alzamora (1922-2000)† | Arzobispo de Lima         | 26 de noviembre de 1994   | Juan Pablo II |
| 4 | Juan Luis Cipriani (1943-)           | Arzobispo Emérito de Lima | 21 de febrero de 2001     | Juan Pablo II |
| 5 | Pedro Barreto (1944-)                | Arzobispo de Huancayo     | 28 de junio de 2018       | Francisco     |
| 6 | Robert Francis Prevost (1955-)       | Obispo de Chiclayo        | 30 de septiembre de 2023  | Francisco     |
| 7 | Carlos Castillo Mattasoglio (1950-)  | Arzobispo de Lima         | 7 de diciembre de 2024    | Francisco     |

|  | Cardenal elector |

## Jurisdicciones eclesiásticas (Iglesias)

### Provincia de Arequipa

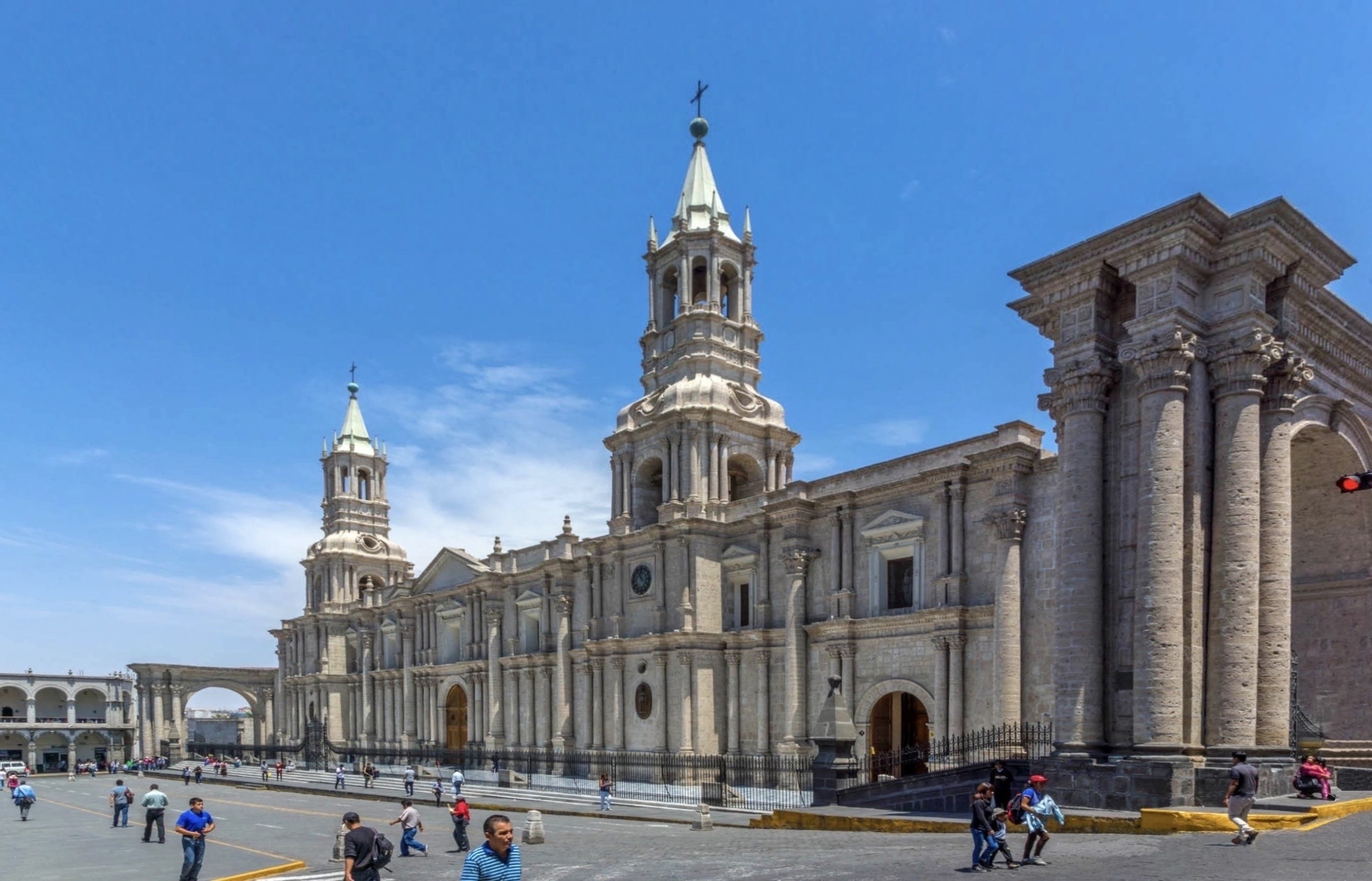
Catedral de Arequipa

- Arquidiócesis de Arequipa
- Diócesis de Puno
- Diócesis de Tacna y Moquegua
- Prelatura de Ayaviri
- Prelatura de Chuquibamba
- Prelatura de Juli

### Provincia de Ayacucho

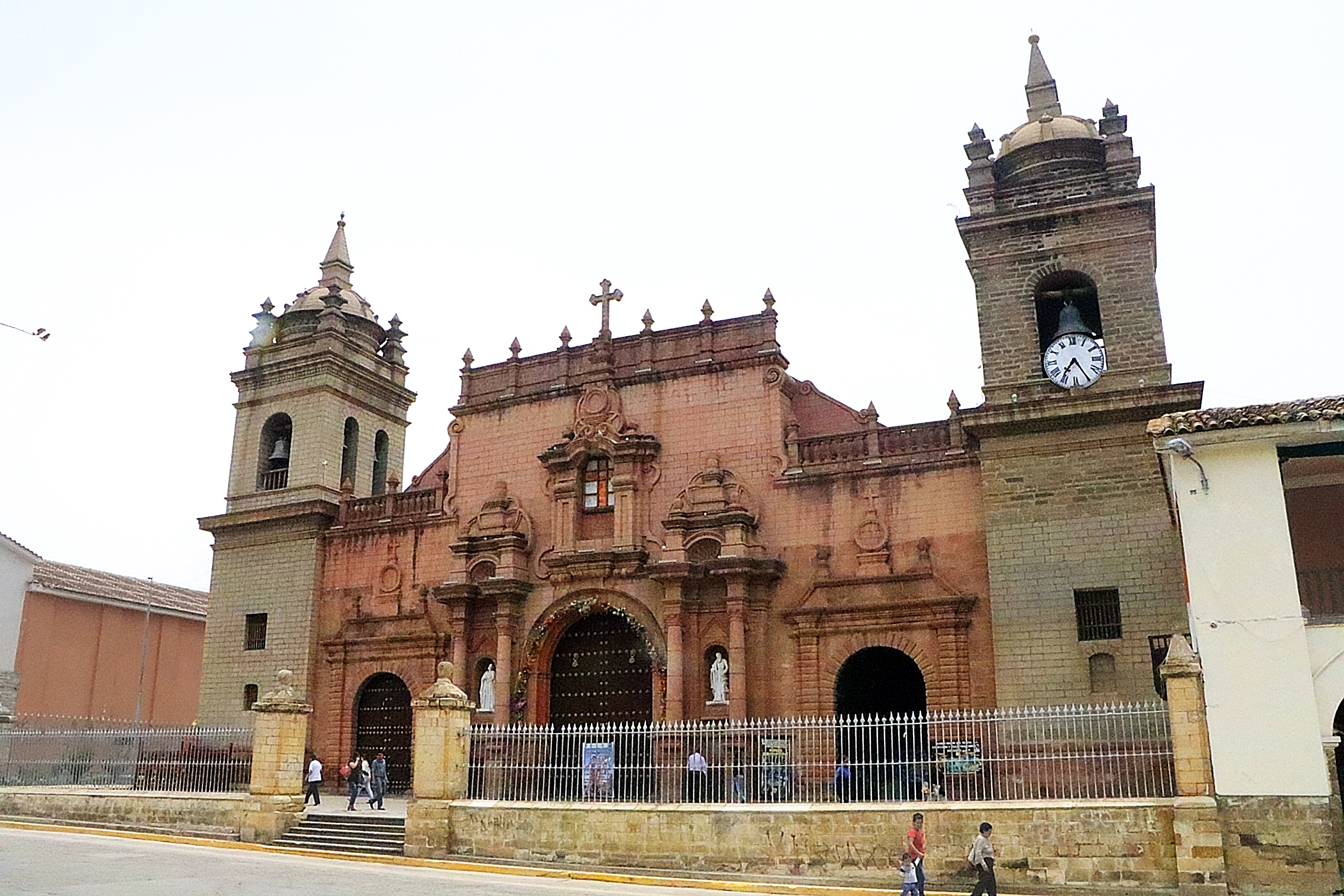
Catedral de Ayacucho

- Arquidiócesis de Ayacucho
- Diócesis de Huancavelica
- Prelatura de Caravelí

### Provincia de Cuzco

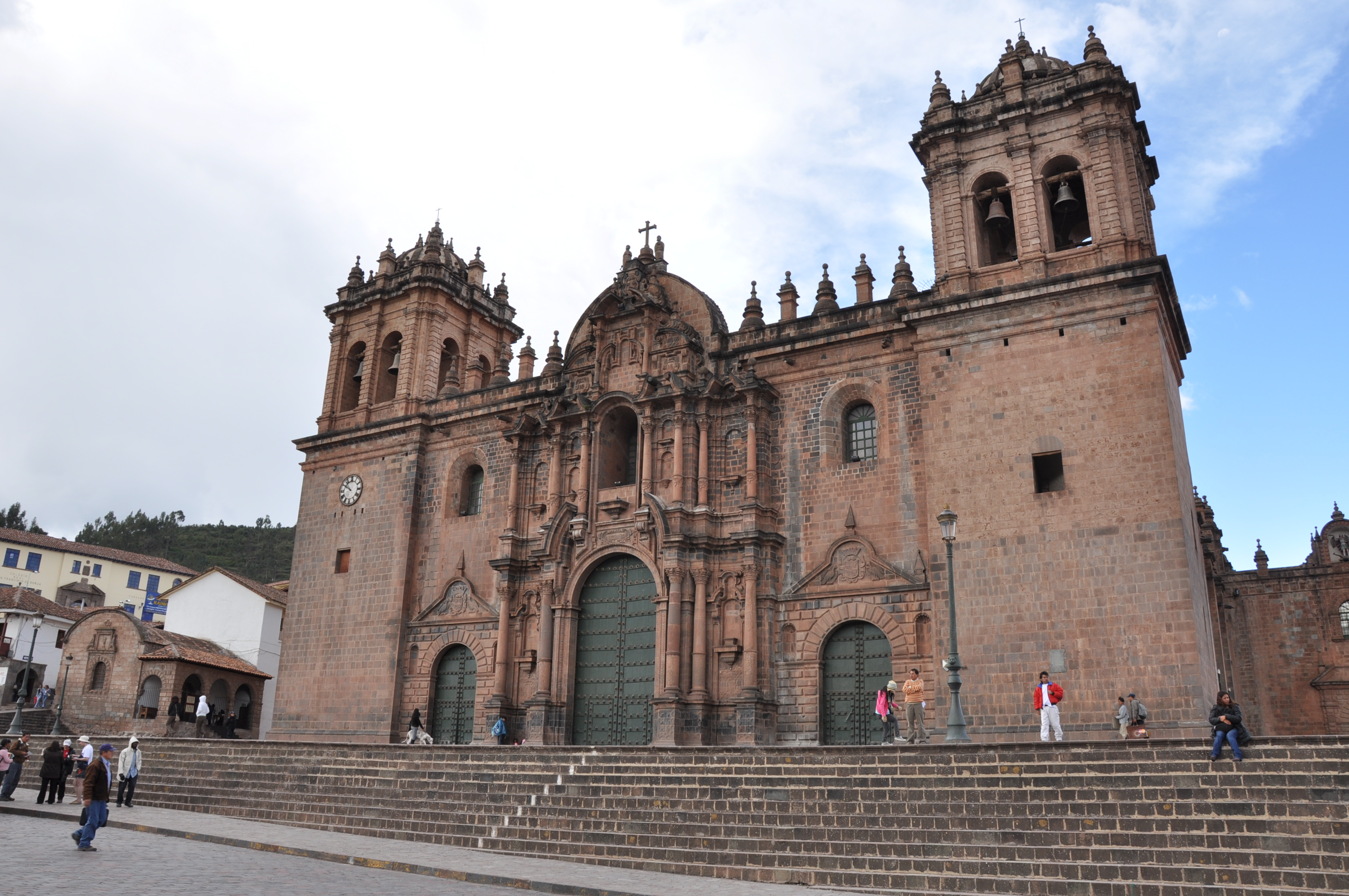
Catedral del Cuzco

- Arquidiócesis del Cuzco
- Diócesis de Abancay
- Prelatura de Chuquibambilla
- Prelatura de Sicuani

### Provincia de Huancayo

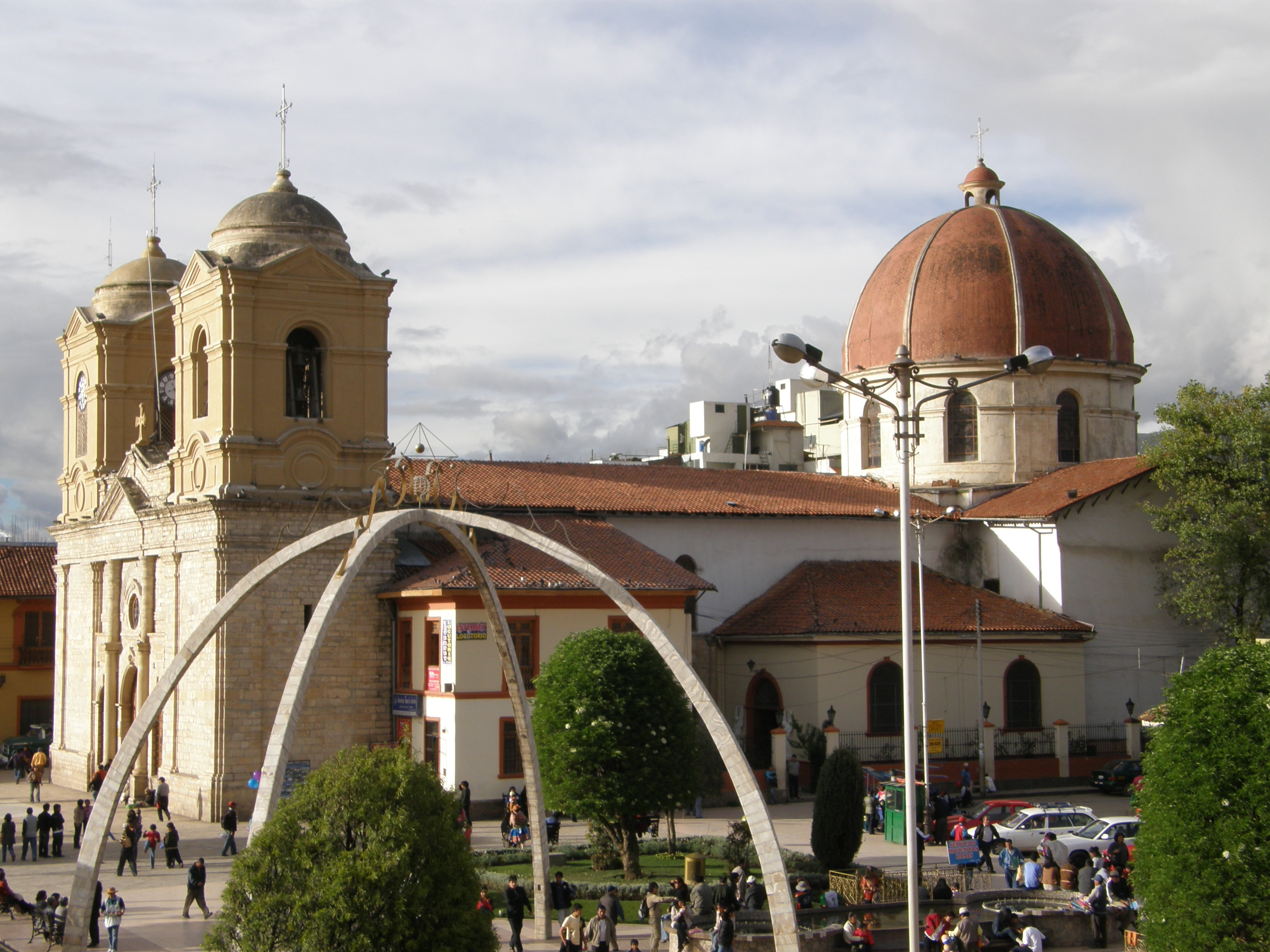
Catedral de Huancayo

- Arquidiócesis de Huancayo
- Diócesis de Huánuco
- Diócesis de Tarma

### Provincia de Lima

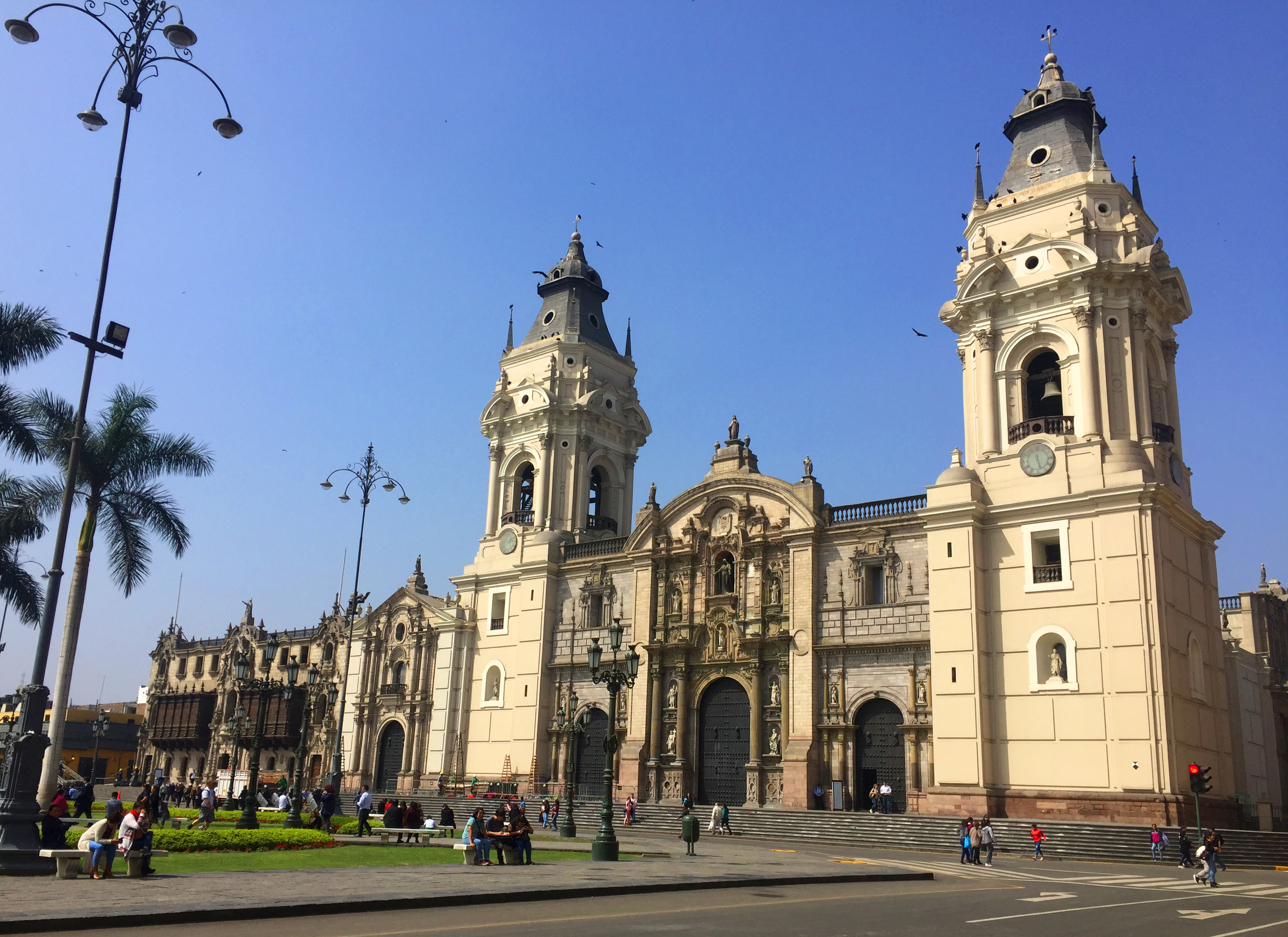
Catedral de Lima

- Arquidiócesis de Lima
- Diócesis del Callao
- Diócesis de Carabayllo
- Diócesis de Chosica
- Diócesis de Huacho
- Diócesis de Ica
- Diócesis de Lurín
- Prelatura de Yauyos

### Provincia de Piura

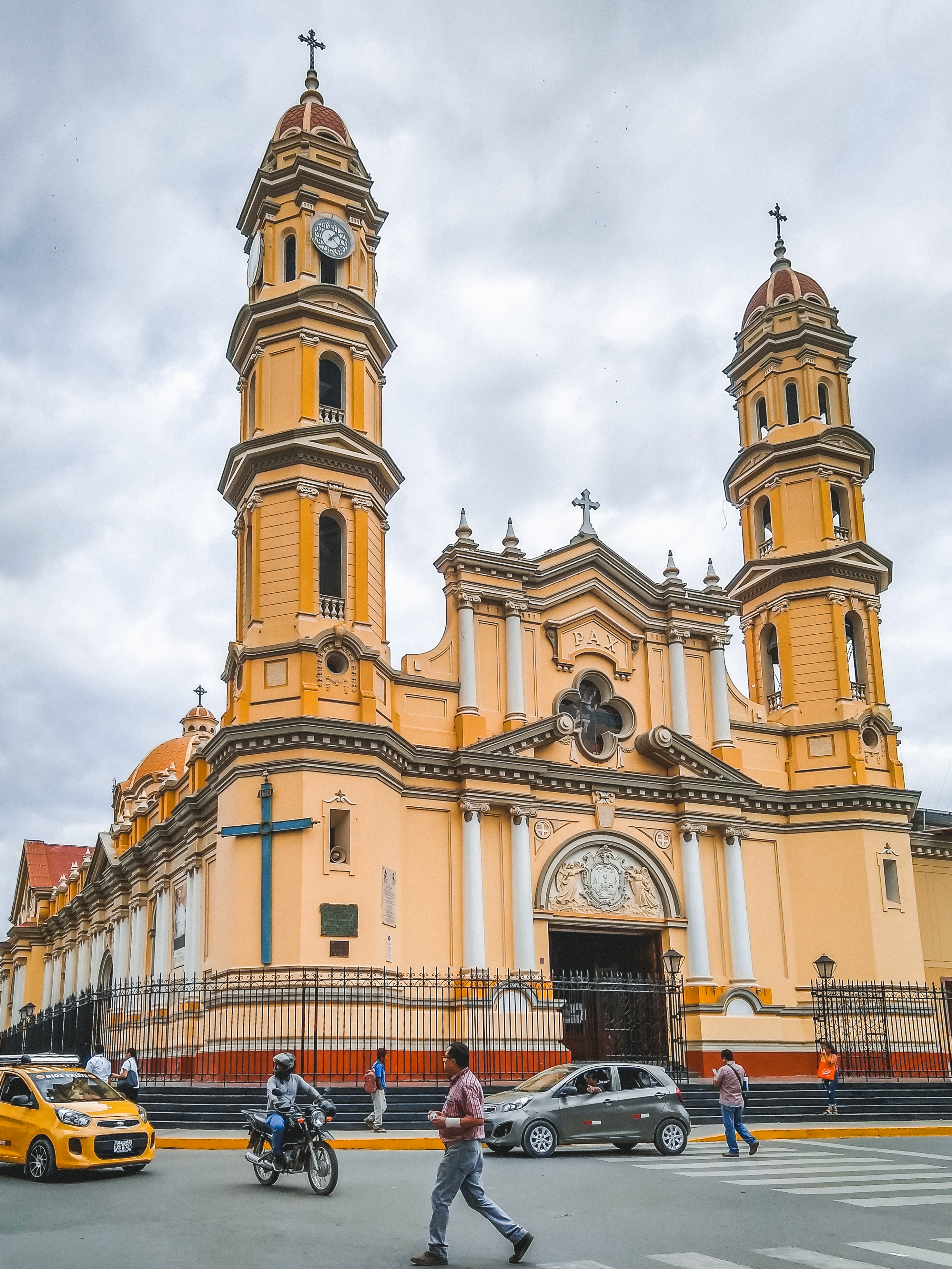
Catedral de Piura

- Arquidiócesis de Piura
- Diócesis de Chiclayo
- Diócesis de Chachapoyas
- Diócesis de Chulucanas
- Prelatura de Chota

### Provincia de Trujillo

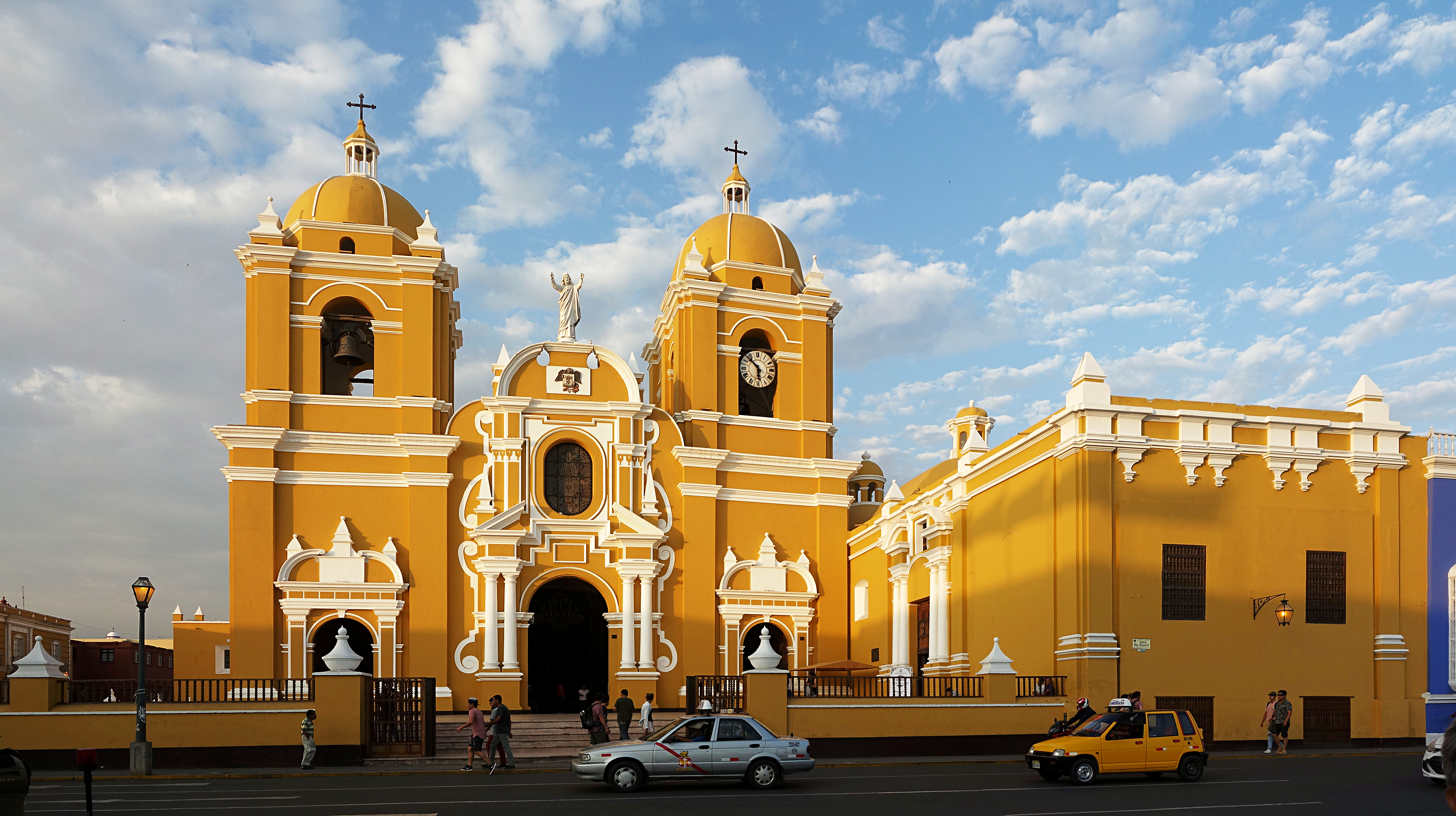
Catedral de Trujillo

- Arquidiócesis de Trujillo
- Diócesis de Cajamarca
- Diócesis de Chimbote
- Diócesis de Huaraz
- Diócesis de Huari[15]
- Prelatura de Moyobamba
- Prelatura de Huamachuco

### Vicariatos Apostólicos
- Vicariato apostólico de Iquitos
- Vicariato apostólico de San Francisco Javier en Jaén
- Vicariato apostólico de Pucallpa
- Vicariato apostólico de Puerto Maldonado
- Vicariato apostólico de Requena
- Vicariato apostólico de San José del Amazonas
- Vicariato apostólico de San Ramón
- Vicariato apostólico de Yurimaguas

### Ordinariato Militar
- Ordinariato Militar en Perú

## Santos y beatos
- Santa Rosa de Lima (primera santa de América)
- Santo Toribio de Mogrovejo
- San Martín de Porres
- San Juan Macías
- San Francisco Solano
- Beato Luis Tezza
- Beata Sor Ana de los Ángeles Monteagudo
- Beatos Mártires de Chimbote (Zbiniew Strzalkowski, Miguel Tomaszek y Alessandro Dordi)
- Beata María Agustina Rivas López (Aguchita, Hermana de Nuestra Señora de la Caridad del Buen Pastor, primera religiosa víctima del terrorismo, asesinada por el Partido Comunista Sendero Luminoso en el año 1990)
- Beata Luisa De La Torre Rojas